# إدوارد دي بونو
إدوارد دي بونو (بالإنجليزية: Edward de Bono)‏ (مواليد 19 مايو 1933) طبيب وعالم نفس مالطي. كتب دي بونو بشكل احترافي خصوصا في مواضيع التفكير الإبداعي، المصطلح الذي ابتدعه هو نفسه. عمل دي بونو خلال حياته مستشارًا في العديد من الشركات العالمية مثل كوكا كولا وإريكسون.

## المسيرة
دي بونو من مواليد مالطا وخريج كلية سانت إدوارد من ثم حصل على درجة الطب من جامعة مالطا ليتابع في جامعة أكسفورد ضمن منحة رودس ليحصل على علامات شرف في الفيزيولوجيا وعلم النفس من ثم دكتوراه الفلسفة في الطب. ليمضي في متابعة الدكتوراه PHD في كامبردج وبنفس الوقت ضمن جامعة أكسفورد، وجامعة لندن وجامعة هارفرد. تزوج من جوزفين (انفصلا عام 2005) ولديه منها ولدان.
في عام 1969 أسس دي بونو أمانة الأبحاث الاستعرافية (بالإنجليزية: Cognitive Research Trust)‏ التي اشتهرت لاحقا ب: كورت (CoRT) التي استمرت حتى الآن في وضع وتطوير مناهج تعليمية بناء على أفكاره. في عام 1979 شارك في تأسيس مدرسة التفكير مع مايكل هيويت-غليسون.
ألف أكثر من 75 كتابا مترجمة لأكثر من 37 لغة.

## كتبه المترجمة للعربية
- الصراعات، ترجمة: فاطمة السنوسي، المجمع الثقافي، 1997
- تعليم التفكير، ترجمة: عادل عبد الكريم ياسين وإياد أحمد ملحم وتوفيق أحمد العمري، دار الرضا للنشر والتوزيع، 2001
- قبعات التفكير الست، ترجمة: خليل الجيوسي، المجمع الثقافي، 2001
- أنماط النجاح في التجارة والإدارة "أحذية العمل الستة"، ترجمة: ياسر العيتي، مكتبة العبيكان، 2005
- الإبداع الجاد: استخدام قوة التفكير الجانبي لخلق أفكار جديدة، ترجمة: باسمة النوري، مكتبة العبيكان، 2005
- ما فوق المنافسة: ابتكار احتكارات القيمة عندما ينشغل الآخرون بالتنافس فقط، ترجمة: ياسر العيتي، مكتبة العبيكان، 2006
- برنامج الكورت لتعليم التفكير، ترجمة: دينا عمر فيضي، دار الفكر للنشر والتوزيع، 2008
- مهارات التفكير الإبداعي - برنامج أفق 08، مركز طرابلس للدراسات والتنمية البشرية، 2009
- التفكير الجانبي، دار نهضة مصر للطباعة والنشر، 2020
- أحذية الفعل الستة،  دار نهضة مصر للطباعة والنشر، 2020
- أطلس التفكير الإداري: تعلم كيف تثق بحدسك وطريقتك في اتخاذ القرارات، مكتبة جرير، 2020
- الإطارات الستة للتفكير، دار الفاروق للاستثمارات الثقافية، 2021
- قبعات التفكير الست، ترجمة: شريف محسن، دار نهضة مصر للطباعة والنشر، 2021
- علم نفسك كيف تفكر، ترجمة: شريف محسن، دار نهضة مصر للطباعة والنشر، 2021
- فكر! "قبل فوات الأوان"، دار الفاروق للاستثمارات الثقافية، 2021

## مواقع خارجية
- إدوارد دي بونو على موقع ديسكوغز (الإنجليزية)